# Свеноћно бденије (Рахмањинов)
Свеноћно бденије (рус. Всенощное бдение; оп. 37) је  дело за мешовити хор Сергеја Рахмањинова. Написано је и премијерно изведено 1915. године. Данас се сматра највећим остварењем композитора на пољу духовне музике и једним од најзначајнијих музичких остварења Руске православне цркве. Било је најомиљеније дело самог композитора (поред The Bells of Moscow - оп. 35). Рахмањинов је тражио да се на сахрани изведе пета композиција овог опуса (Ныне отпущаеши).
Напомена: Наслов дела се често преводи као Вечерња служба, што је концептуално неправилно јер се онда односи на цело дело; првих шест ставова припадају вечерњој служби.

## Историја

### Компоновање
Рахмањинов је Свеноћно бденије компоновао за мање од две недеље - јануар и фебруар 1915. године. Као што је захтевала Руска православна црква, композитор је десет од петнаест ставова засновао на напевима. Ипак, на пет оригиналних ставова (први, трећи, шести, десети и једанаести) су тако утицали црквени напеви да их је сам композитор назвао „свесним фалсификатима„.
Ово дело је врхунац претходне две деценије интересовања композитора за руску духовну музику, које је произвело у њему Свеноћно бденије Петра Иљича Чајковског. Коришћење традиционалних напева указује на утицај Чајковског. Ипак не може се рећи да дело није оригинално. Наиме, оно је пуно сложеније по питању хармоније, текста и полифоније.

### Изведба
Дело је премијерно изведено у Москви, 10. марта 1915. године од стране Московског Синодалног хора којим је дириговао Николај Данилин. Пријем код публике и критичара био је тако добар да је након премијере дело у току марта изведено још пет пута. Ипак Руска револуција и успон СССР-а довели су до осуде духовне музике.